# Duurloop
Een duurloop of langeafstandsloop is een vorm van hardlopen voor langere duur over afstanden waarbij uithoudingsvermogen belangrijker is dan snelheid en waarbij vooral gebruik wordt gemaakt van aerobe stofwisseling.
Migrerende dieren zoals het paard, de kameel en de gnoe, en jagende dieren zoals de wolf, de hyena en de hond leggen regelmatig lange afstanden al rennend af. Ook de mens is een duurloper en neemt daarmee een bijzondere positie in. Het is de enige primaat die lange afstanden aflegt, en is in vergelijking met andere dieren een slechte sprinter en verbruikt relatief veel energie. Over langere afstanden is de mens echter in staat om de meeste dieren eruit te lopen, hoewel speciaal getrainde paarden en hondenrassen zoals poolhonden meer dan 100 kilometer op een dag kunnen afleggen terwijl ze een mens dragen of voorttrekken. Dat de mens in staat is tot het afleggen van dergelijke afstanden, is te danken aan de ontkoppeling tussen looptempo, ademhaling en thermoregulatie.
Er worden verschillende soorten duurlopen georganiseerd, zowel voor mens als paard.

## Wedstrijden
Op de baan worden duurlopen gehouden zoals de 3000 m, 5000 m en 10.000 m. Daarbuiten zijn de halve marathon en de marathon bekende afstanden, terwijl een duurloop ook onderdeel uitmaakt van combinatiesporten zoals triatlon. Bij veldlopen, trailrunning en heuvellopen wordt er een duurloop op onverharde paden gelopen.
Langere afstanden horen bij de ultralopen. Afstanden in deze categorie zijn onder meer 50 km, 50 mijl, 100 km, 100 mijl, 1000 km en 1000 mijl. Hier wordt er ook op tijd gelopen, zoals 6 uur, 12 uur, 24 uur en 48 uur.
Bij paarden wordt tijdens endurance tussen de 20 en 160 kilometer afgelegd.
Al langere tijd worden er wedstrijden gehouden met man tegen paard. Zo werden er in de negentiende eeuw meerdere pogingen gedaan, waarbij meestal de paarden wonnen. In 1880 wist Michael J. Byrne echter 931 km af te leggen in 6,5 dag en hield daarmee het paard Betsy Baker die 906 km had afgelegd achter zich. Het paard Speculator had eerder aan kop gelegen, maar stierf van uitputting. Daarna volgde nog een reeks, maar een race in 1957 in Utah kreeg grote bekendheid. Twee goede lopers liepen tegen twee paarden van Salt Lake City naar Roosevelt, een afstand van 253 kilometer, die de mannen uiteindelijk op moesten geven. In 1980 begon in Wales de jaarlijkse Man versus Horse Marathon van 35 km.

## Snelheid
Als sprinter moet de mens het tegen veel dieren afleggen. Voor langere afstanden geldt dat niet. De mens is niet in staat tot galop, het rennen is meer te vergelijken met draf en daarbij ligt het menselijk tempo aan de hoge kant, zeker als gecorrigeerd wordt voor lichaamsgewicht – hoe hoger het normale gewicht, hoe efficiënter de loop. Hierbij speelt vooral de pasfrequentie een rol die bij kleinere dieren een stuk hoger ligt. Zo verbruikt een muis van 30 gram relatief zesmaal meer energie dan een paard van 300 kilogram bij de snelheid waarop ze overgaan van draf naar galop.

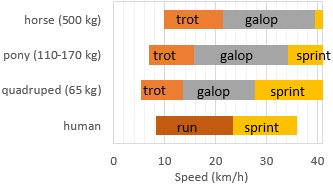
Vergelijking van duurloopprestaties van viervoetigen en de mens

Het hardlooptempo voor langere afstanden varieert bij de mens tussen de 8 en 23 km/u, met de meeste mensen tussen de 11 en 15 km/u. Dit ligt een stuk hoger dan op basis van bovenstaande verhouding voorspeld wordt voor een viervoetige van gelijk gewicht, waarbij het bereik ongeveer tussen de 5 en 14 km/u ligt, met een voorkeurssnelheid van rond de 10 km/u. De mens is echter ook sneller dan grotere dieren, zoals de pony. Voor pony's van 110–170 kg ligt het drafbereik tussen de 7 en 16 km/h, met een voorkeurssnelheid van rond de 11 km/u. Zelfs voor een paard van rond de 500 kg ligt het drafbereik tussen de 10 en 21 km/u, met een voorkeurssnelheid rond de 15 km/u.
In galop winnen viervoetigen het over het algemeen van de mens. Een viervoetige van 65 kg zou 10-15 minuten rond de 28 km/h moeten kunnen galopperen, terwijl racepaarden de 32 km/u halen over 10 kilometer. Voor langere afstanden gaat de galopsnelheid van paarden echter flink omlaag en ligt rond de 21 km/u, terwijl bij gnoes de voorkeurssnelheid op 18–19 km/u ligt.

## Energie
Voor actieve voortbeweging is energie nodig. Deze wordt verkregen door processen zoals de celademhaling of dissimilatie en andere metabolische en enzymatische processen die energiedragende substraten zoals adenosinetrifosfaat (ATP) produceren. Energie wordt opgeslagen in triglyceride in vetweefsel en glycogeen in de spieren en de lever. Metabole spiervermoeidheid kan optreden bij een tekort aan substraten of een teveel aan metabolieten die als afvalstoffen vrijkomen bij de spiercontracties. Bij langzame duurlopen is er vooral sprake van vetverbranding, bij snellere duurlopen boven de aerobe drempel vooral koolhydraatverbranding. Aanvankelijk is dit aerobe glycolyse, maar boven de anaerobe drempel is er onvoldoende zuurstof en vindt er anaerobe glycolyse plaats, wat slechts beperkte tijd vol te houden valt.

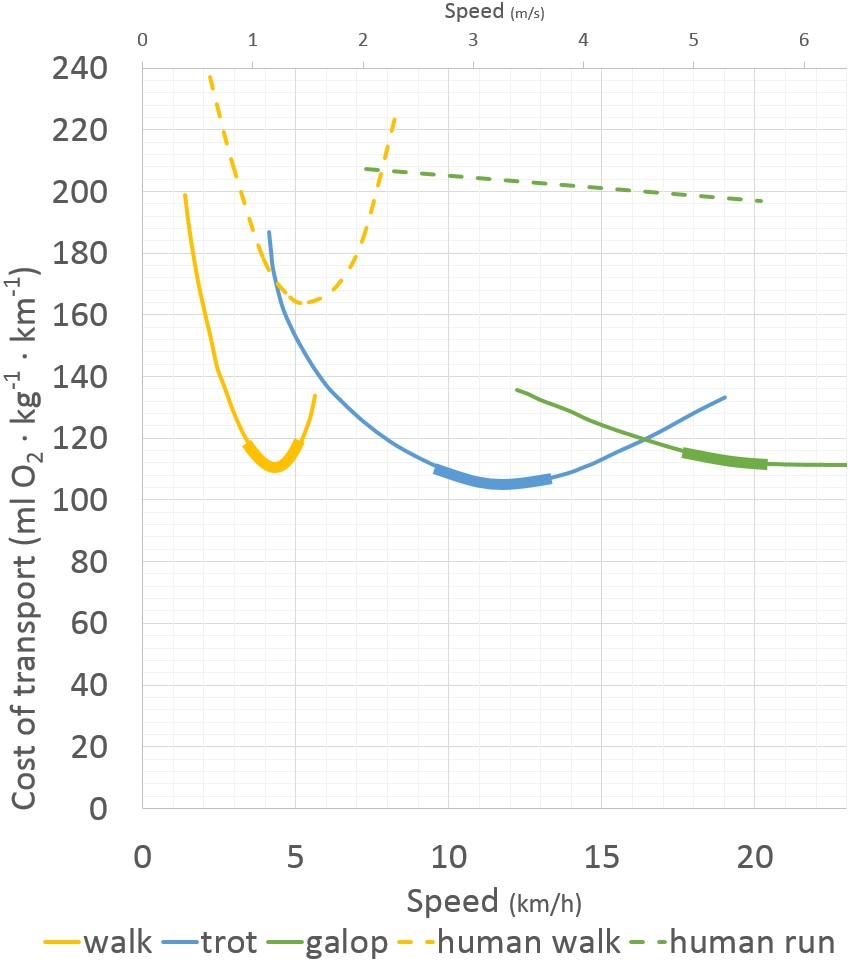
Het energieverbruik per afstand ligt bij de mens bij het rennen bijna tweemaal zo hoog als bij een paard. Elke gang van een paard kent een optimale snelheid waarbij het energieverbruik per afstand minimaal is. Het dikkere deel van de lijn is de voorkeurssnelheid bij die gang. Daaronder en daarboven neemt het energieverbruik toe. Een uitzondering is het rennen bij de mens, waarbij het energieverbruik per afstand afneemt bij toenemende snelheid.

Elke gang kent een snelheid waarbij het energieverbruik per afgelegde afstand minimaal is. Om een minimaal energieverbruik te bereiken:
- zijn paslengte en -frequentie op elkaar afgestemd
- is de longventilatie afgestemd op de metabole zuurstofbehoefte
- zijn ademfrequentie en -volume op elkaar afgestemd; voor elke zuurstofbehoefte is er een optimum door de elastische weerstand van de borstkas, de weerstand van de luchtwegen en de dode ruimte in de longen
- is de ademhaling synchroon met de loopbewegingen

| Viervoetige                                                         | Viervoetige                           | Viervoetige                           | Viervoetige                           | Viervoetige                           | Viervoetige                           | Viervoetige                           | Viervoetige               |  | Mens                        | Mens                        | Mens                        | Mens                      | Mens                      | Mens                      |
| paslengte x pasfrequentie                                           | paslengte x pasfrequentie             | paslengte x pasfrequentie             | paslengte x pasfrequentie             | paslengte x pasfrequentie             | paslengte x pasfrequentie             | paslengte x pasfrequentie             | paslengte x pasfrequentie |  | paslengte x pasfrequentie   | paslengte x pasfrequentie   | paslengte x pasfrequentie   | paslengte x pasfrequentie | paslengte x pasfrequentie | paslengte x pasfrequentie |
| __                                                                  | koppeling voortbeweging en ademhaling | koppeling voortbeweging en ademhaling | koppeling voortbeweging en ademhaling | koppeling voortbeweging en ademhaling | koppeling voortbeweging en ademhaling | koppeling voortbeweging en ademhaling | __                        |  |                             |                             |                             |                           |                           |                           |
|                                                                     | __                                    | ademvolume x ademfrequentie           | ademvolume x ademfrequentie           | ademvolume x ademfrequentie           | ademvolume x ademfrequentie           | __                                    |                           |  | ademvolume x ademfrequentie | ademvolume x ademfrequentie | ademvolume x ademfrequentie |                           |                           |                           |
|                                                                     |                                       | __                                    | ademhaling                            | warmteafvoer                          | __                                    |                                       |                           |  | __                          | ademhaling                  | __                          | __                        | warmteafvoer              |                           |
|                                                                     |                                       | __                                    |                                       |                                       |                                       |                                       |                           |  |                             |                             |                             |                           |                           |                           |
|                                                                     | __                                    |                                       |                                       |                                       |                                       |                                       |                           |  |                             |                             |                             |                           |                           |                           |
| __                                                                  |                                       |                                       |                                       |                                       |                                       |                                       |                           |  |                             |                             |                             |                           |                           |                           |
| Bij de mens is er geen koppeling tussen voortbeweging en ademhaling |                                       |                                       |                                       |                                       |                                       |                                       |                           |  |                             |                             |                             |                           |                           |                           |

Deze optimale snelheid blijkt ook de voorkeurssnelheid te zijn van paarden. Bij een hogere snelheid past een andere voorkeursgang. Onderzoek waarbij het zuurstofverbruik van paarden op een loopband werd gemeten, liet zien dat bij een snelheid van 4,5 kilometer per uur het zuurstofverbruik van een dravend paard anderhalfmaal hoger lag dan wanneer het liep. Pas bij hogere snelheid werd het gunstiger om te draven.
Het minimum aan zuurstofverbruik lag vrijwel op hetzelfde niveau voor elke voorkeurssnelheid, zodat het voor het energieverbruik per afstand weinig uitmaakt of een paard een bepaalde afstand snel of langzaam aflegt, zolang de voorkeurssnelheid maar wordt aangehouden. Ook bij migrerende dieren zoals de blauwe gnoe, de thomsongazelle en andere dieren werden voorkeurssnelheden vastgesteld. Afgezien van de gnoe lopen deze echter meestal.
Optimale loopsnelheden zijn deels afhankelijk van de samentrekkende eigenschappen van de skeletspieren. Er is een optimale snelheid van spierverkorting en daarmee een optimale pasfrequentie. Daarnaast neemt het vermogen van spieren om kracht te genereren af naarmate de spier verder dan de optimale lengte wordt uitgerekt of ingekort en daarmee is er ook een optimale paslengte. Aangezien staplengte en stapfrequentie de snelheid bepalen, bepalen deze twee de optimale snelheid in alle gangen. De mens lijkt echter een uitzondering.
Bij de mens is er wel een verschil tussen het energieverbruik per afstand bij lopen en rennen. Bij de optimale snelheid verbruikt een lopend mens aanmerkelijk minder energie per afstand dan een rennend mens. Rennen kent bij de mens geen optimale snelheid, het energieverbruik per afstand neemt steeds verder af bij toenemende snelheid.

## Ademhaling
De sagittale buiging bij zoogdieren in draaiende galop helpt bij de ademhaling, dit in contrast met de laterale buiging bij hagedissen. Met de benen ver uit elkaar en een holle rug wordt de lucht aangezogen, terwijl de lucht uit de longen wordt gepompt bij de kromme rug als de benen onder het lichaam komen. Een nadeel hiervan is echter dat de ademhaling niet sneller kan dan het looptempo, wat een limiet stelt aan de zuurstofhoeveelheid en de warmteafvoer. Te snel ademen is ook niet noodzakelijk een voordeel, aangezien dit kan leiden tot het omgekeerde Bohr-effect waarbij door het vele uitademen de concentratie van kooldioxide in het bloed afneemt, zodat het hemoglobine nog maar weinig zuurstof afgeeft aan de cellen.
Gangen waarbij geen sagittale buiging optreedt, zoals bij een hardlopende mens, zijn niet gelimiteerd door het looptempo.

## Koeling

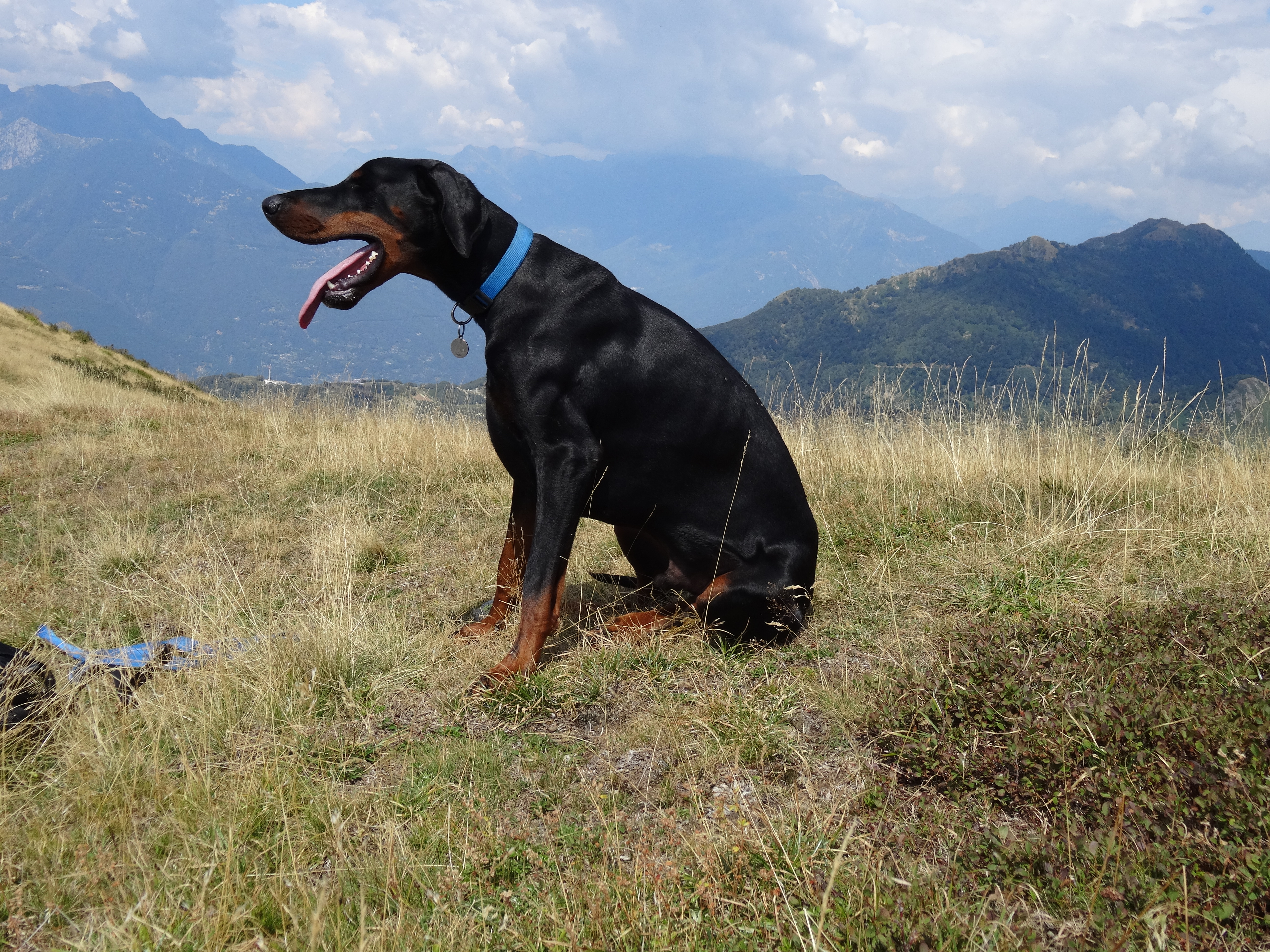
Een vacht kan een belemmering zijn om warmte te verliezen via zweten. Hijgen om af te koelen is een alternatief, maar werkt belemmerend bij duurlopen

Rennen kan zeer veel warmte opwekken, tot tienmaal zoveel als bij lopen. Dit kan afgevoerd worden door de niet-verdampende koelingsmethodes convectie (stroming), conductie (geleiding) en straling (radiatie). Als de luchttemperatuur echter hoger ligt dan de lichaamstemperatuur, zorgen conductie en straling echter juist voor een verhoging van de lichaamstemperatuur. Het rete mirabile in de halsslagader werkt volgens het tegenstroomprincipe als warmtewisselaar voor de hersenen en maakt het mogelijk om daar nog warmte af te voeren. Grote oren en slanke ledematen dragen daar ook aan bij en daarmee weet de Afrikaanse wilde hond veel van zijn warmte af te voeren via niet-verdampende koeling.
Verdampingskoeling werkt ook nog als de omgevingstemperatuur hoger ligt dan de lichaamstemperatuur en de meeste zoogdieren maken hier gebruik van. Daarbij kan weer onderscheid gemaakt worden tussen enerzijds hijgen, waarbij warmte wordt afgevoerd via het ademhalingsoppervlak – neusslijmvlies, mondslijmvlies en tong – en anderzijds zweten, waarbij warmte via het gehele lichaamsoppervlak wordt afgevoerd. De meeste middelgrote tot grote zoogdieren gebruiken hijgen om warmte af te voeren. Uitzonderingen zijn Hominidae, paarden en kamelen, terwijl zweten bij enkele holhoornigen en kangoeroes ook bijdraagt aan de thermoregulatie. De zweetklieren van varkens en enkele roofdieren lijken geen rol te spelen in de thermoregulatie. Knaagdieren, slurfdieren en haasachtigen hebben geen zweetklieren.
Hijgen kent enkele voordelen ten opzichte van zweten:
- De huid van zwetende dieren is koeler en daardoor is de warmteoverdracht groter. Als de luchttemperatuur hoger ligt dan de lichaamstemperatuur, nemen hijgende dieren tot tweemaal minder warmte op.
- Hijgende dieren hebben door het kleinere oppervlakte weinig zoutverlies, terwijl zwetende dieren een groot zoutverlies kennen.
- Hijgen brengt geforceerde convectie met zich mee, onafhankelijk van wind en loopsnelheid.

De voordelen van zweten zijn:
- Door het grotere verdampingsoppervlak kan er veel meer verdamping en daarmee koeling optreden.
- Zweten is onafhankelijk van de ademhalingscyclus. Waar de ademhalingscyclus afhangt van de inspanning, is de noodzaak tot warmte-afvoer ook afhankelijk van de omgevingstemperatuur en de vochtigheid. Voor viervoetigen waarbij de ademhaling gekoppeld is aan het looptempo, is zweten daarmee beter te regelen dan hijgen.

Zo kan de rode reuzenkangoeroe zowel hijgen, zweten als de vacht wassen met speeksel om af te koelen, maar gebruikt het tijdens inspanning alleen zweten.

## Biomechanica
Lopen wordt benaderd als een omgekeerde slinger waarbij de interactie tussen potentiële gravitatie-energie en kinetische energie het energieverbruik vermindert. In zijn meest eenvoudige vorm is er geen voet en buigen de benen niet, gelijkend op steltlopen. Dit zou een zeer inefficiënte manier van lopen zijn door de abrupte richtingsveranderingen van de snelheid. In werkelijkheid buigt de knie wel en is een dubbele omgekeerde slinger met voet en een bewegend bekken een betere benadering.
Bij rennen wordt tot 70% van de kinetische energie teruggewonnen via elastisch weefsel – collageenrijke pezen en gewrichtsbanden – in de benen. Voor de benen kan dit weergegeven worden met een massa-veersysteem, een sterk versimpeld model voor de beweging van het been dat wel wordt vergeleken met de pogostick.
Voor viervoetigen geldt dat bij modellen waarbij de elasticiteit van de rug buiten beschouwing wordt gelaten, de efficiëntie van de galop lager is dan andere gangen, ook bij hogere snelheid. De lange rugspier longissimus thoracis speelt echter een belangrijke rol bij de galop, waarbij de aponeurosis van deze spier elastische energie opslaat, zodat de wervelkolom als een veersysteem werkt. Aangezien de benen sneller naar achteren bewegen dan naar voren, kan dit alleen werken doordat de elastische energie van het ene been via de aponeurosis wordt overgedragen aan het andere been. Hierdoor kan een groot deel van de anders verloren gegane inwendige kinetische energie (IKE) worden teruggewonnen. Dit maakt deze gang bij hogere snelheid de meest efficiënte.

## Mens

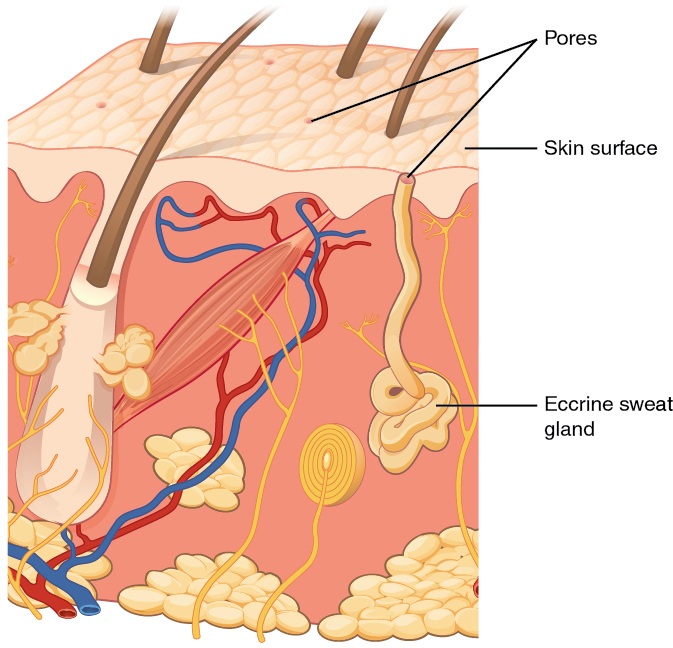
Eccriene zweetklieren dragen belangrijk bij aan het koelend vermogen van de mens

De mens verbruikt tijdens het rennen zo'n tweemaal meer energie per massaeenheid dan een zoogdier van vergelijkbare grootte, maar is desondanks een zeer goede duurloper. Deze paradox bracht David Carrier in 1984 tot zijn onderzoek.
De skeletspieren en pezen slaan elastische energie op die tijdens de volgende pas deels weer gebruikt wordt. Hierin wijkt de mens echter niet af van andere dieren, zodat op basis daarvan tijdens het rennen een optimale snelheid verwacht zou worden. Wat wel verschilt met andere zoogdieren is de ademhaling. Door de tweevoetige voortbeweging is deze niet gekoppeld aan het looptempo en daardoor kan de longventilatie goed afgestemd worden op de zuurstofbehoefte.
Daarnaast onderscheidt de menselijke huid zich van andere zoogdieren doordat deze grotendeels vachtloos is en meer zweetklieren kent per oppervlakte dan welke andere soort dan ook. Waarschijnlijk vond zo’n 1,6 miljoen jaar geleden bij Homo ergaster een overgang plaats naar een vachtloze huid en eccriene zweetklieren waardoor de warmte beter kon worden afgevoerd. Doordat de thermoregulatie is gebaseerd op zweten en niet op hijgen, is ook deze losgekoppeld van het looptempo.
Daarnaast zouden de cholinerge prikkels die bij primaten de klieren aansturen tot een verfijndere neuronale aansturing in staat zijn dan de adrenerge prikkels bij paarden en kamelen.
Vergrote aderlijke doorbloeding van het neurocranium helpt ook bij het koelhouden, terwijl ademen door de mond meer warmte afvoert dan via de neus, terwijl dit ook minder inspanning kost en een grotere luchtstroming betekent.
Als omnivoor is de mens daarnaast in staat tot koolhydraatstapelen, dit in tegenstelling tot strikt carnivore roofdieren. Dit kan de hoeveelheid spierglycogeen verdubbelen en daarmee het uithoudingsvermogen verbeteren, terwijl een eiwit- en vetrijk dieet juist het spierglycogeengehalte verlaagt.
Niet onbelangrijk voor het verdere verloop van de menselijke geschiedenis was dat door de sterk verbeterde thermoregulatie het meest temperatuurgevoelige orgaan — de hersenen — zich kon ontwikkelen van 400 cm³ bij Australopithecus en 800 cm³ bij Homo ergaster tot zo’n 1200 cm³ bij de moderne mens, een proces dat encefalisatie wordt genoemd.

### Anatomie
Tijdens de evolutie van de mens heeft deze eerst tweevoetigheid ontwikkeld, de eerste stap in het proces van hominisatie, nog voor de ontwikkeling van grotere hersenen. Dit ging gepaard met de nodige Anatomische aanpassingen ten opzichte van de laatste gemeenschappelijke voorouder van mens en chimpansee en de Afrikaanse Hominidae. Bij oudere voorouders van de mens is betwist of ze strikte bipedie beoefenden of niet.
Bij latere Homo als Homo ergaster, Homo erectus, Homo antecessor en Homo neanderthalensis is er echter duidelijk sprake van strikte bipedie. Daarmee lijkt de strikte tweevoetigheid ergens tussen de 2,5 en 1,8 miljoen jaar geleden tot stand te zijn gekomen. Bij de oudere Homo habilis zijn nog aapachtige kenmerken waar te nemen in de handen. De voeten hebben een voetgewelf en zijn zeer geschikt om tweevoetig op te lopen, maar de enkel suggereert nog een minder gunstige gewichtsoverdracht. Ook het kuitbeen en het scheenbeen zijn al zeer mensachtig. Homo ergaster leek al zeer veel op de moderne mens en moet in staat zijn geweest tot duurlopen, iets waar de oudere soorten niet toe in staat waren.
Niet alle eigenschappen zijn even goed terug te vinden bij fossielen. Zo laat de achillespees nauwelijks sporen na, wat het moeilijk maakt deze ontwikkeling te plaatsen. En deze pees speelt een zeer belangrijke rol bij het terugwinnen van elastische energie bij het rennen. Ook het longitudinale voetgewelf is daarbij belangrijk.
Paslengte is een andere belangrijke factor en anders dan viervoetigen versnelt de mens bij duurlopen vooral door deze toe te laten nemen, pas bij sprinten neemt de pasfrequentie sneller toe. Deze paslengte is veelal meer dan 2 meter en bij zeer goede lopers zelfs meer dan 3,5 meter, ongeveer een meter meer dan vergelijkbare viervoetigen en chimpansees. Bij Homo erectus was de beenlengte mogelijk zo'n 50% groter dan bij Australopithecus afarensis. De pasfrequentie ligt bij de mens relatief laag bij duurlopen, zelfs lager dan die van een viervoetige van 500 kilogram.
Hoe langer echter de benen, hoe meer energie het kost om deze te bewegen. Daarbij telt vooral de verder weg gelegen distale massa, zodat kortere tenen bijdroegen aan energiebesparingen. Waar de voet van de chimpansee 14% uitmaakt van de totale massa van het been, is dat bij de mens 9%. De benen wegen bij de mens echter 30% van het totale lichaamsgewicht, terwijl dit bij chimpansees 18% is. Een relatief lage pasfrequentie zal daarom energie besparen. Ook heeft de mens relatief veel langzame rode spiervezels in de benen, mogelijk door een nulmutatie van het ACTN3-gen, wat een nadeel is voor sprinters, maar een voordeel voor duurlopers.
Bij rennen is de grondreactiekracht – de normaalkracht met daarbij de dynamische krachten – zo'n tweemaal hoger dan bij lopen en kan oplopen tot drie- tot viermaal het lichaamsgewicht. Een deel hiervan wordt opgevangen door het meeveren van het been en de voet, maar het skelet moet de resterende krachten verwerken. Hiertoe zijn de gewrichtsoppervlaktes van de onderste ledematen vergroot. Ook de diafysale belasting – de kracht op het middendeel van een pijpbeen – is groter bij rennen en mogelijk is de dijbeenhals korter om hier het buigmoment te verminderen. Ook de verminderde heupbreedte kan een aanpassing zijn om deze belasting te verminderen.
Tweevoetigheid is relatief onstabiel en rennen versterkt dat. Om de stabiliteit van hoofd en romp te vergroten, zijn een aantal spieren en de aanhechtingsplaatsen voor de originis van die spieren vergroot. Vooral musculus gluteus maximus speelt daarbij een belangrijke rol en wordt vooral gebruikt tijdens het rennen. Ook het onafhankelijk kunnen draaien van de romp ten opzichte van hoof en bekken helpt stabilisatie bij het rennen. Tijdens de zweeffase kan er geen gebruik gemaakt worden van grondkrachten die vanuit de heup weerstand worden geboden en leveren de romp met brede schouders en de armen de tegengestelde krachten. Mogelijk heeft de ontkoppeling tussen hoofd en schoudergordel ook voordelen bij het gooien. De korte onderarmen – die ten opzichte van het lichaamsgewicht 50% lichter zijn dan die van chimpansees – leveren hier ook een gewichts- en daarmee energiebesparing op. Om de krachten op het hoofd tijdens het rennen te verminderen, is deze kleiner. Een nekband die niet bij chimpansees voorkomt, maar wel bij rennende dieren als paarden, honden en hazen helpt hier ook bij. Een vergrote evenwichtszin moet dit alles coördineren.
| Eigenschap                                                          | Functionele rol                          | L / R | Vroegste voorkomen |
| ------------------------------------------------------------------- | ---------------------------------------- | ----- | ------------------ |
| Vergrote voorste en achterste halfcirkelvormige kanalen             | Hoofd- en lichaamsstabilisatie           | R     | Homo erectus       |
| Vergrote aderlijke doorbloeding van neurocranium                    | Thermoregulatie                          | R > L | Homo erectus       |
| Gebalanceerder hoofd                                                | Hoofdstabilisatie                        | R     | Homo habilis       |
| Nekband                                                             | Hoofdstabilisatie                        | R     | Homo habilis       |
| Korte snuit                                                         | Hoofdstabilisatie                        | R > L | Homo habilis       |
| Lang, slank lichaam                                                 | Thermoregulatie                          | R > L | Homo erectus       |
| Ontkoppeling hoofd en schoudergordel                                | Tegengestelde rotatie van romp en hoofd  | R     | Homo erectus?      |
| Lage, brede schouders                                               | Tegengestelde rotatie van romp en heupen | R     | Homo erectus?      |
| Verkorte onderarm                                                   | Tegengestelde rotatie van romp           |       | Homo erectus       |
| Smalle ribbenkast                                                   | Tegengestelde rotatie van romp en heupen | R     | Homo erectus?      |
| Slanke en hoge taille tussen bekkenkam en ribbenkast                | Tegengestelde rotatie van romp en heupen | R     | Homo erectus?      |
| Smal bekken                                                         | Tegengestelde rotatie van romp en heupen | R     | Homo?              |
| Smal bekken                                                         | Belastingsvermindering                   | R > L | Homo?              |
| Vergrote lendenwervels                                              | Belastingsvermindering                   | R > L | Homo erectus       |
| Vergrote Spina iliaca anterior inferior                             | Belastingsvermindering                   | R > L | Homo erectus       |
| Kleinere afstand tussen heup en SI-gewricht                         | Rompstabilisatie                         | R     | Homo erectus       |
| Vergrote aanhechtingsplaats voor origo van musculi erector spinae   | Rompstabilisatie                         | R     | Homo erectus       |
| Vergrote aanhechtingsplaats voor origo van musculus gluteus maximus | Rompstabilisatie                         | R     | Homo erectus       |
| Lange benen                                                         | Paslengte                                | L, W  | Homo erectus       |
| Kortere dijbeenhals                                                 | Belastingsvermindering                   | R > L | Homo sapiens       |
| Lange achillespees                                                  | Energieopslag                            | R     | Homo?              |
| Lange achillespees                                                  | Schokopvang                              | R     | Homo?              |
| Voetgewelf passief gestabiliseerd                                   | Energieopslag                            | R     | Homo?              |
| Voetgewelf passief gestabiliseerd                                   | Schokopvang                              | R > L | Homo?              |
| Voetgewelf passief gestabiliseerd                                   | Aangestuurde plantaire flexie            | R > L | Homo?              |
| Vergrote calcaneale tuberkel                                        | Belastingsvermindering                   | R > L | Homo?              |
| Dicht opeengepakte articulatio calcaneocuboidea                     | Energieopslag                            | R     | Homo habilis       |
| Dicht opeengepakte articulatio calcaneocuboidea                     | Stabiliteit tijdens plantaire flexie     | R > L | Homo habilis       |
| Grote teen met permanente adductie                                  | Stabiliteit tijdens plantaire flexie     | R > L | Homo habilis       |
| Korte tenen                                                         | Stabiliteit tijdens plantaire flexie     | R > L | Homo habilis       |
| Korte tenen                                                         | Vermindering distale massa               | R > L | Homo habilis       |

## Renjacht

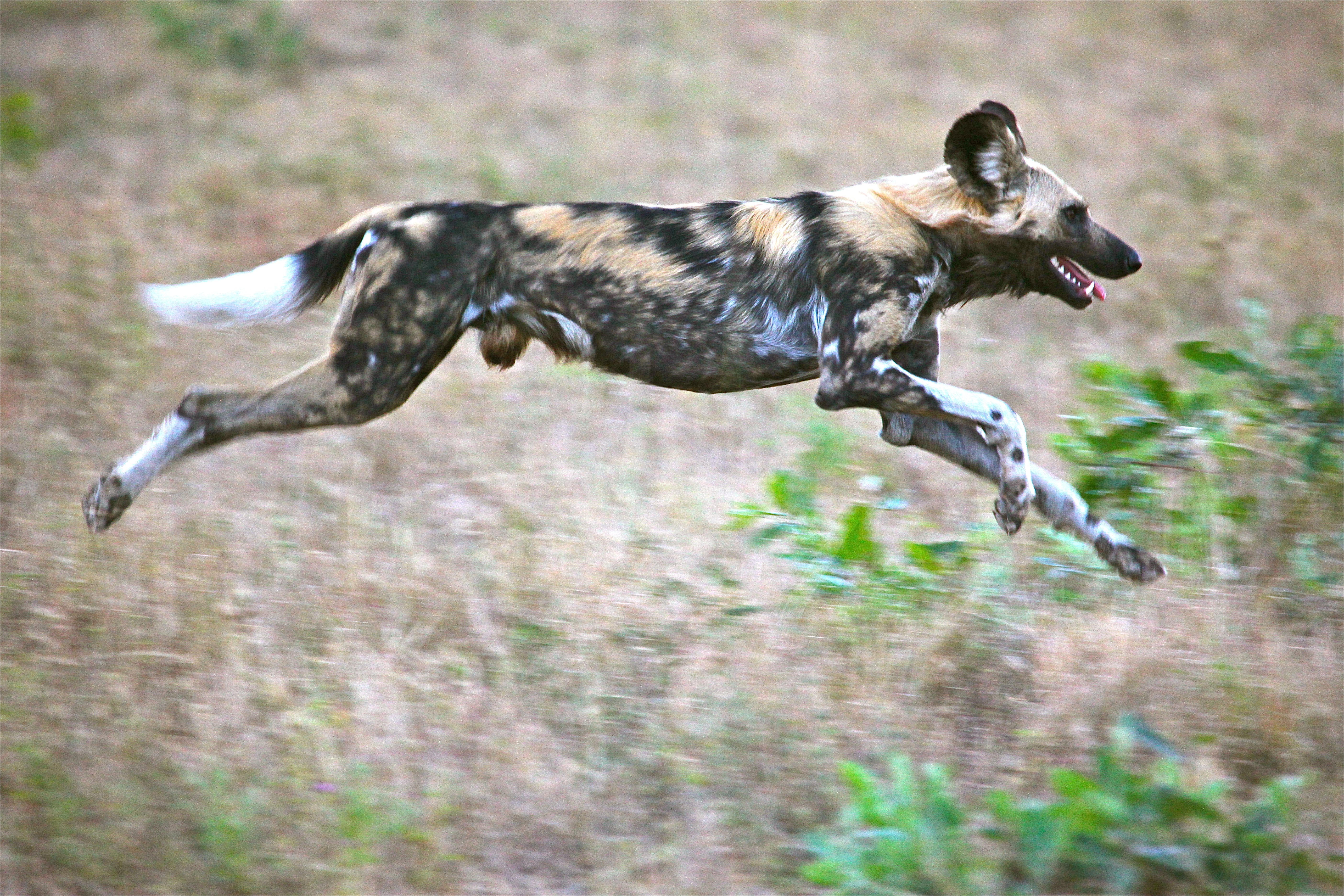
De Afrikaanse wilde hond achtervolgt zijn prooi met een bescheiden snelheid over een lange afstand

Renjacht is een jachtmethode waarbij prooidieren net zo lang worden achtervolgd door een roofdier totdat ze door uitputting of oververhitting te overmeesteren zijn. Het roofdier kan op kortere afstand langzamer zijn dan het prooidier, maar met een beter uithoudingsvermogen en warmtehuishouding kan deze het langer volhouden.
De mens kiest voor de renjacht veelal het heetste moment van de dag als deze maximaal profiteert van het ten opzichte van de prooidieren grote vermogen om warmte af te voeren. Door de prooi te achtervolgen met een snelheid die ligt tussen de voorkeurssnelheden van twee gangen kan het prooidier niet optimaal presteren. Deze arbeidsintensieve manier van jagen bleek bij de San zeer succesvol, alleen de jacht met honden leidde tot een hogere opbrengst per dag.
Biomechanicus Dennis Bramble en antropoloog Daniel Lieberman kwamen in 2004 met de duurloophypothese waarin zij stelden dat duurloop een invloed heeft gehad op de evolutie van de mens.